# 蒙蒂斯克拉魯斯迪戈亞斯
蒙蒂斯克拉魯斯迪戈亞斯是巴西戈亚斯州的一个市镇。总面积2899.177平方公里，总人口7652人，人口密度2.6人/平方公里。